# Turkvölker

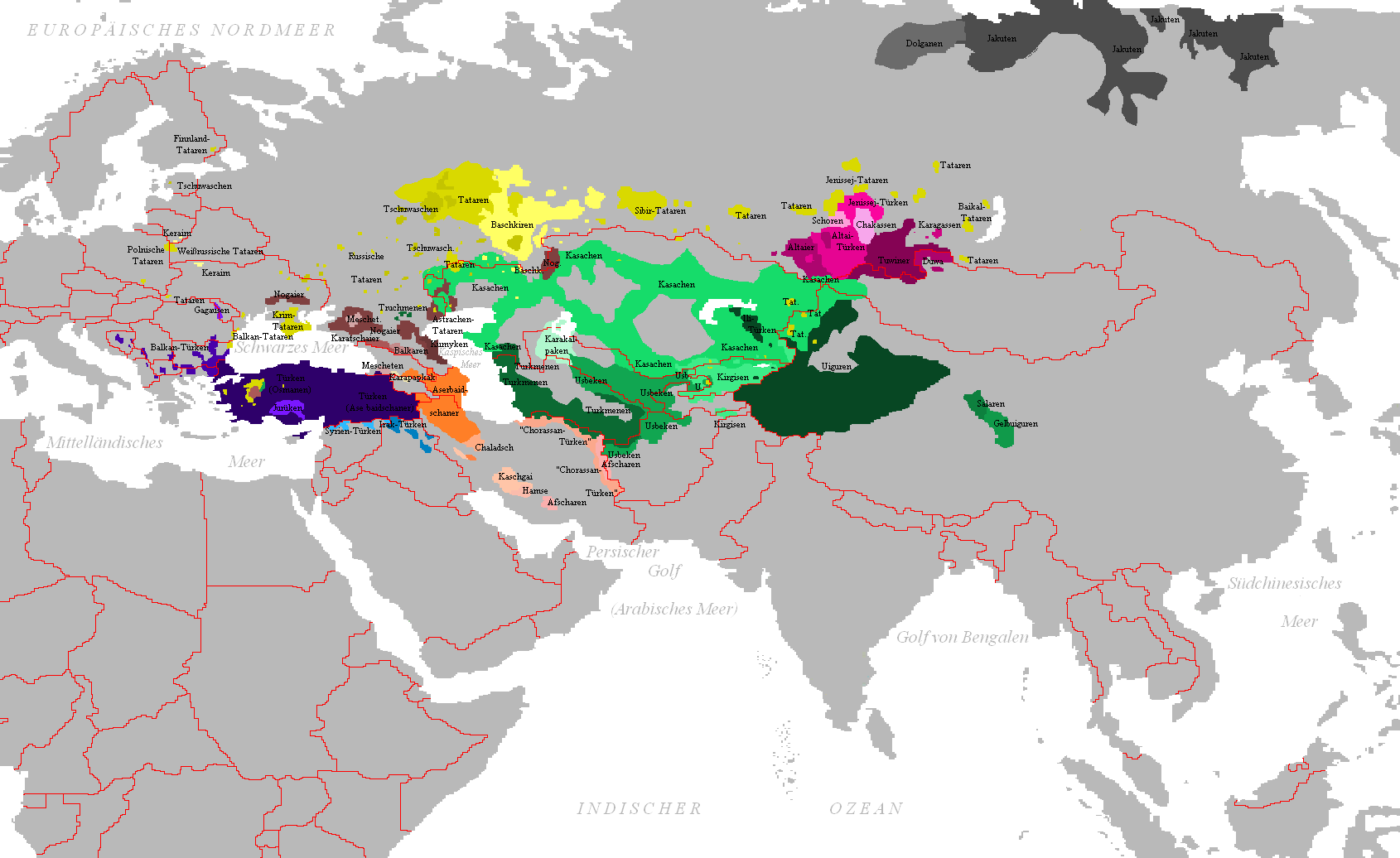
Verbreitung der Turkvölker

Turkvölker bezeichnet eine Gruppe von etwa 40 Ethnien in Zentral- und Westasien sowie in Sibirien und Osteuropa, deren Sprachen zur Sprachfamilie der Turksprachen gerechnet werden.
Zu dieser gehören die türkische Sprache sowie rund 40 relativ nah verwandte Sprachen mit insgesamt etwa 180 bis 200 Millionen Sprechenden.
Die Wissenschaft der Sprachen, Geschichte und Kulturen der Turkvölker ist die Turkologie. Panturkismus bezeichnet die im 19. Jahrhundert entstandene politische und kulturelle Bewegung, die auf die Gemeinsamkeit der Turkvölker zielt. Die Kulturen, traditionellen Wirtschaftsformen und Lebensweisen der einzelnen Turkvölker sind vielfältig, ihre Geschichte ist vielschichtig (siehe auch Liste der Turkvölker).

## Andere Bezeichnungen
Die Turkvölker werden auch als „Türkvölker“, „türkische Völker“, „Turkotataren“  oder als „Türken“ bezeichnet.
Um eine Verwechslung mit den in der heutigen Türkei lebenden Volksgruppen, die dort per Gesetz offiziell als „Türken“ bezeichnet werden, mit den übrigen eine Turksprache sprechenden Nationen zu vermeiden, ist es in Europa üblich, diese generell als „Turkvölker“ (englisch Turkic people) zu bezeichnen. „Türke“ wird dort ausnahmslos auf den Staatsbürger der Republik Türkei bzw. im engeren Sinne auf den Sprecher des Türkei-Türkischen angewendet. Die Praxis der Unterscheidung zwischen den osmanischen Türken in Anatolien und auf dem Balkan und anderen turksprachigen Volksgruppen hatte ihren Ursprung im Russland des 19. Jahrhunderts.
In der turksprachigen Turkologie ist es im Gegensatz dazu üblich, von den „türkischen Völkern“ (türkisch Türk halkları) beziehungsweise allgemein von „Türken“ (Türkler) zu sprechen.
Von einer früher vermuteten ural-altaischen Sprachfamilie bzw. einem Sprachbund mit den altaischen Sprachen, der auch die mongolische und die tungusische Sprache umfasst, wird heute von manchen Forschern abgesehen, und daher gilt unter diesen die unmittelbare Verbindung zwischen den Turk- und den altaischen Sprachen als umstritten.

## Namensherkunft
Die Bezeichnung „Türke“ leitet sich vom Namen einer nomadisch lebenden Stammesföderation des 6. Jahrhunderts ab, die sich selbst als Türk (auch als Türük gelesen) bezeichnete und die vom Aschina-Clan geführt wurde. Der genaue Ursprung des Wortes ist unbekannt und dessen Herkunft umstritten.
Der Terminus „Türke“ tauchte erstmals 552 n. Chr. auf, als der Stamm der „Türk“ seine Stammesföderation begründete, die heute auch als „Reich der Köktürken“ (im Türkeitürkischen aufgrund einer Lautverschiebung „Gök-Türken“) bekannt ist. Gök türk bzw. kök türk wird als Himmels- oder Blautürken gedeutet. Diese kriegerische Stammesföderation wurde von den Han-Chinesen als 突厥 Tūjué, ältere Transkriptionen sind T'u-chüeh, Tu-küe oder Tür-küt, bezeichnet. Diese Bezeichnung leitet sich offensichtlich vom Namen Türk ab.
Die Etymologie der Wörter gök/kök (Bedeutung: Blau oder Himmel) und türk ist unklar und umstritten. Einfluss von den verschiedenen iranischsprachigen Völkern Zentralasiens (Skythen) wird jedoch vielfach vermutet, da sich fast alle Titel anscheinend von iranischen Sprachen ableiten lassen. In der westlichen Forschungsliteratur hingegen wird eine Herkunft aus dem alttürkischen Verb für „sprießen, aufkommen, entspringen“ (türe-) vermutet, das mit dem Wort für Brauch, Sitte, Ethos (töre) verwandt ist. Auch der Name des führenden Clans (Aschina) war wahrscheinlich aus dem Sakischen entlehnt und bedeutete blau (vgl. alt-türkisch gök = „blau“). Andere Interpretationsversuche deuten diese These als zufällige Ähnlichkeit, oder zumindest als volksetymologischen Transkriptionsfehler aus dem Chinesischen.
Die Namen der Reichsgründer, Bumın Kagan und Iştemi, haben eine nichttürkische Etymologie, aber es scheint auch, dass sich andere Herrschaftsbegriffe wie Kaġan, Şad, Tegin oder Yabgu aus anderen Sprachen ableiten lassen.
Manche vermuten für das Wort Türk beziehungsweise Türük einen tibetischen Ursprung. Türk oder Türük bedeutete im Alttürkischen wahrscheinlich „Ursprung“ oder „geboren“. Im Tibetischen gibt es das Wort duruk oder dürgü, das ebenfalls „Ursprung“ oder „wir“ bedeutet. Noch heute ist die Selbstbezeichnung mancher tibetobirmanischen Völker Druk.
Nach Josef Matuz reichte die Urheimat der Turkvölker im Norden über den Baikalsee hinaus ins heutige Sibirien, im Westen sei sie von Altai und Sajangebirge, im Osten von den Bergen des Tian Shan und im Süden vom Altungebirge im heutigen Xinjiang umgrenzt gewesen. Michael Weiers geht davon aus, dass Ende des 3. Jahrhunderts im heutigen Nordchina verschiedene Stämme auftauchten, die er als „Urtürken“ bezeichnete. Um diesen Kern gruppierten sich mehrere andere Stämme. Nach griechischen, persischen und chinesischen Quellen hielten sich folgende bedeutenden Stammesverbände dort auf: Xiongnu oder Hu (so genannte östliche „Hunnen“), die Tab'a, die hunnischen Xia und die türkischen und protomongolischen Rouran.

## Ursprung und Gliederung der frühen Turkvölker
Der Ursprung der heutigen Turkvölker, also der ersten Sprecher der sich wesentlich später (zirka 500 v. Chr.) auseinanderentwickelten eigentlichen Turksprachen, ist umstritten. Vermutet wird eine Region zwischen dem östlichen Zentralasien bis in die Mandschurei im nordöstlichen China. Die Mehrheit der Forscher jüngerer Zeit, unter anderem Peter B. Golden und Josef Matuz (vgl. oben) oder die genetischen Untersuchungen von Lee, Kuang et al. (2017), vermuten am wahrscheinlichsten die Region der westlichen und nördlichen Mongolei (Changai-Gebirge und Umgebung) und das angrenzende südliche Tuwa und Süd-Sibirien (begrenzt von Sajangebirge und Baikalsee), als „Urheimat“ der frühen Türken. Genetische sowie linguistische Daten legen nahe, dass sich die Turkvölker in der Folgezeit aus einer hauptsächlich "Nordostasiatischen" Bevölkerung herausentwickelt habe, die genetisch nahe mit den Tuwinern, Mongolen, und Burjaten, als auch anderen Nordostasiatischen Völkern, verwandt war, und anschließend in Kontakt mit Indogermanen (iranischen Völkern) sowie mit Paläosibirischen Völkern stand. Die Verbreitung der Turksprachen nach Zentralasien und Teilen Europas kann demnach durch mehrere Migrationsbewegungen der frühen Türken aus dem Gebiet der heutigen Mongolei erklärt werden. Das schließt als eine der letzten Migrationswellen auch die Eroberungen des Mongolischen Reiches mit ein, welche in Zentralasien und Teilen Europas, mehrheitlich durch verschiedene turksprachige Stämme ausging. Die ehemals iranischsprachigen Völker Zentralasiens gingen in den Turkvölkern auf, und formten eine wichtige Komponente in der Ethnogenese der heutigen Turkvölker.

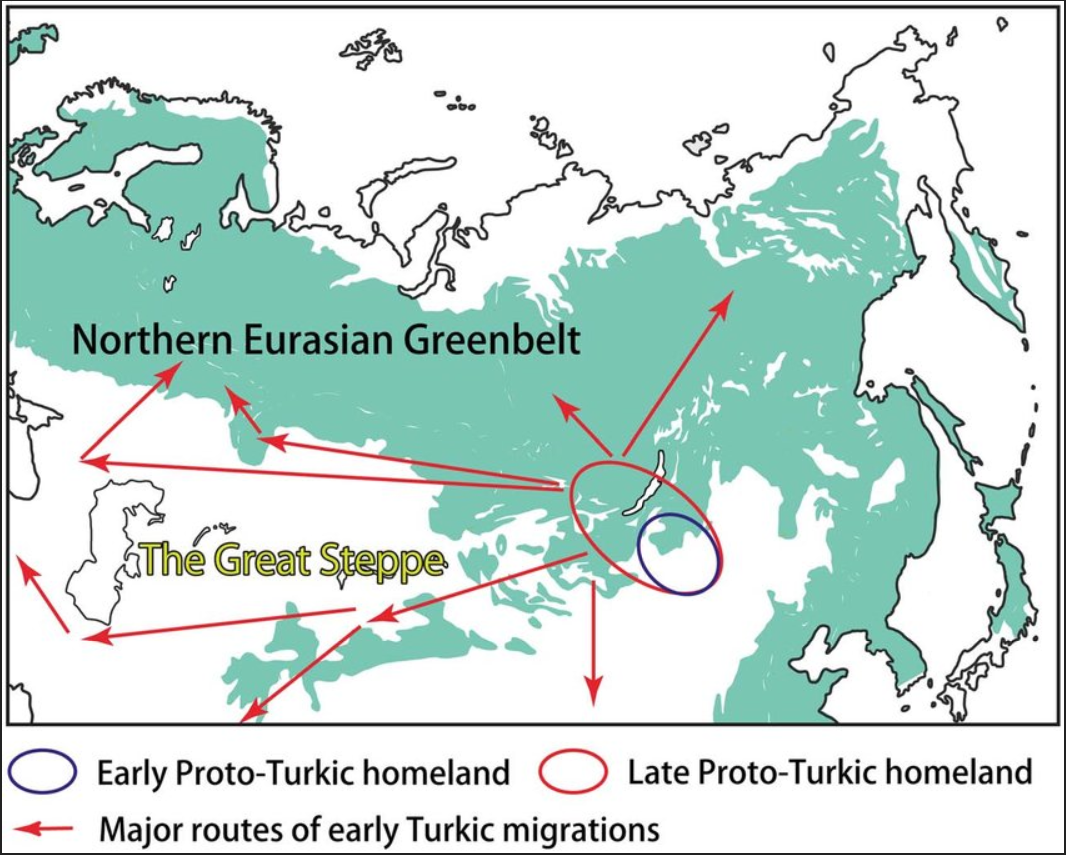
Angenommener Ursprung und frühe Verbreitung der Turkvölker vor ihrer Expansion nach Zentralasien.

Im Sinne der linguistischen Verwandtschaft der Turksprachen zu anderen Familien gehen die Meinungen von Historikern und Linguisten weit auseinander. Manche Linguisten befürworten eine Altaische Sprachfamilie (bestehend aus Turksprachen, Mongolische Sprachen und Tungusische Sprachen), welche manchmal auch das Koreanische und Japanische inkludiert. Unter anderem wird die Sprache der Träger der Xinglongwa-Kultur (6200–5400 v. Chr.) entlang des Liao He, als Ursprung einer „transeurasischen Familie“ gesehen, aus welcher sich, allerdings wesentlich später, die Turksprachen entwickelt und verbreitet haben könnten. Weiter argumentierten manche (zumeist ältere) Forscher, dass die Turksprachen Gemeinsamkeiten mit den uralischen Sprachen (heute meist aufgegebene These der ural-altaische Sprachen) haben, und näher zu diesen verwandt seien als zu den postulierten Altaischen Sprachen. Die Mehrheit der Linguisten stehen agnostisch zu diesen Hypothesen, und weisen auf die zu geringe Datenlage hin. Demnach können viele Gemeinsamkeiten auf Sprachkontakt zurückgeführt werden. Laut Uchiyama et al. 2020 deuten linguistische als auch genetische Daten auf eine frühe Urheimat der Turksprachigen-Völker in der östlichen Mongolei hin, in einem Gebiet das frühen Sprachkontakt mit den Mongolischen und Tungusischen Sprachen im Gebiet der heutigen Mandschurei ermögliche. Die spätere Urheimat der Turksprachigen-Völker erstreckte sich anschließend über die gesamte Mongolei bis in das Südliche Sibirien, wo es zu Kontakt mit frühen Uralisch- und Jenisseisch-sprachigen Völkern kam, als auch später, in der Bronzezeit, mit Ost-Iranisch-sprachigen Völkern sowie Tocharisch-sprechenden Gruppen.
Die frühen Türken betrieben möglicherweise neben ihrer Hauptlebensweise als Viehzüchter eine einfache Form von Agrikultur. Später begannen sie schrittweise eine nomadische Lebensweise anzunehmen, als sie um 2200 v. Chr. in die westliche Mongolei wanderten, aufgrund einer zunehmenden Desertifikation der innerasiatischen Steppe, die die Landwirtschaft erschwerte.
Die Vorfahren der frühesten als „Türken“ bezeichneten Völker entstammten den hauptsächlich von Jagd und Viehzucht, aber auch von Handel lebenden Völkern im östlichen Teil des eurasischen Steppengürtels. Bei ihrem ersten namentlichen Auftreten im 6. Jahrhundert werden die Türk als ehemaliger Teil der Xiongnu bezeichnet, deren Vasallen und Waffenschmiede sie gewesen seien. Die Xiongnu beherrschten vom 3. vorchristlichen Jahrhundert bis zum Ende des 1. nachchristlichen Jahrhunderts in Konkurrenz mit den Chinesen den östlichen eurasischen Steppenraum und wurden dann von anderen, gleichartigen Steppenvölkern (Xianbei, Rouran) abgelöst und nach Westen verdrängt. Bei der ersten Erwähnung ihres Namens gehörten die Türk zum Reich der Rouran. Auch hier waren die Türk zuerst Vasallen und Waffenfabrikanten der neuen Herrscherschicht. Über die Sprache der Xiongnu und ihrer Nachfolger ist wenig bekannt. Es existieren lediglich einige Personennamen und Wörter aus dem Kriegswesen sowie dem täglichen Leben in chinesischer Schrift. Bei den wenigen bekannten Wörtern wurde zwar immer wieder, mehr oder weniger überzeugend eine turksprachige Etymologie versucht, der Nachweis war aber nicht zu führen, dass die Xiongnu turksprachig waren. So weist Josef Matuz ausdrücklich auf die Schwierigkeit bei der Zuordnung der Hunnen (wobei die Hunnen im Westen von den Xiongnu und den iranischen Hunnen nicht unreflektiert gleichzusetzen sind) zu den Turkvölkern hin:

„Hypothesen, wonach die europäischen oder die asiatischen Hunnen, letztere in den chinesischen Annalen unter der Bezeichnung Hiung-nu erwähnt, Türken gewesen seien, lassen sich mangels Überlieferung nicht nachweisen. Das gleiche gilt für die Juan-Juan [Rouran], die asiatischen und auch für die europäischen Awaren.“

Diese Problematik ist allgemein anerkannt.
Die Stammesföderation der Türk gliederte sich in Adel (alttürkisch bäg) und Volk (bodun). Das Reich wurde als El, seine Einrichtungen als törö bezeichnet. Vielfach benannten sich die Unterstämme nach einem ihrer Gründer.

## Geschichte

### Vorgeschichte
Bei ihrem Eintritt in die Geschichte erscheinen die Türk als Untergebene der Rouran, und zwar als deren Waffenschmiede. Der Name Türk wurde zuerst von einer größeren Gemeinschaft (Göktürken), unter der Führung des Aschina-Klans, benutzt.

### Die Reiche der Göktürken

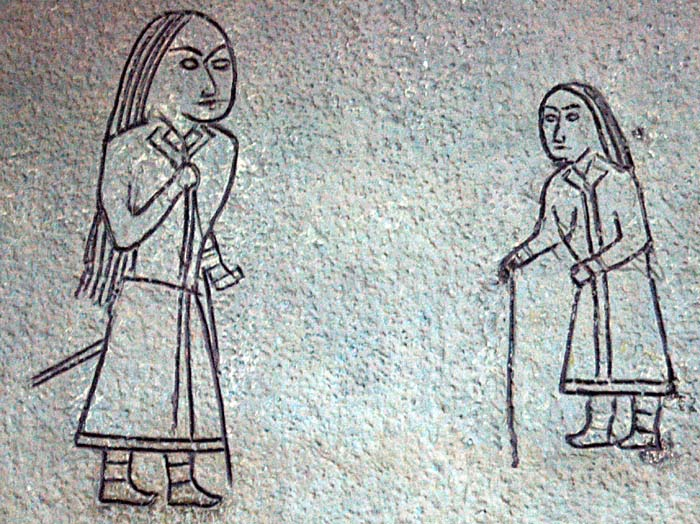
Kök-türkische Individuen zeigende Petroglyphen aus der mongolischen Dsawchan-Provinz (6. bis 8. Jh.)

Aufgrund der Weigerung des letzten Rouran-Fürsten, dem Khan der Türk, Bumın, eine Prinzessin zur Frau zu geben, unterstellte sich dieser der Oberherrschaft des damaligen chinesischen Reiches und zerschlug 552 das Steppenreich der Rouran. Das Erste Türk-Kaganat umfasste das Gebiet zwischen der chinesischen Grenze, der heutigen Mongolei, dem Xinjiang und dem Kaspischen Meer. Sein Einflussbereich erstreckte sich vom Baikalsee im Norden über die heutige Kasachensteppe bis zum Schwarzen Meer.
Anfänglich war die Bezeichnung Türk dem Adel vorbehalten und wurde im Laufe der Zeit zu einer Stammesbezeichnung. Der Reichsgründer Bumın (552) starb früh, und das Reich wurde geteilt: Das Westreich wurde von Iştemi (dem Bruder Bumıns), das bedeutendere Ostreich mit dem für alle Steppennomaden heiligen Ötükän (dem heutigen Changai-Gebirge) von Bumıns Sohn Muhan beherrscht. Die Geschichte des Reiches wurde unter einem späteren Herrscher in den mit Orchon-Runen beschrifteten Steinstelen für die Nachwelt festgehalten. In westlichen Quellen wurden die Türk das erste Mal beim spätantiken Geschichtsschreiber Theophanes von Byzanz (spätes 6. Jahrhundert) erwähnt.

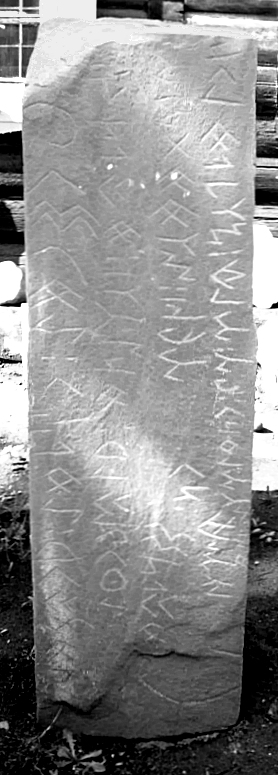
Kyzylinschrift in den mit den Orchon-Runen verwandten Jenissei-Runen (ca. 730 n. Chr.)

Das Ostreich sank ab 580 zu einer chinesischen Provinz herab, da es sich von diesem Zeitpunkt an ausnahmslos unter der Oberherrschaft des chinesischen Kaisers befand. Das Westreich konnte sich länger halten: Es schloss bereits um 560 mit den iranischen Sassaniden ein Bündnis gegen die Hephthaliten. Nach ihrem gemeinsamen Sieg zerstritten sie sich jedoch, unter anderem aufgrund von Handelsinteressen. Die Türken wandten sich daraufhin auf Rat des einflussreichen Sogdiers Maniakh (die Sogdier spielten eine führende wirtschaftliche Rolle im spätantiken Zentralasien und dienten auch in der Verwaltung), dem byzantinischen Reich zu.
Unter ihrem Herrscher Tardu (regierte von 575/76 bis 603), dem Nachfolger Iştemis (siehe Sizabulos) und eventuell ein Bruder des Turxanthos, sagte sich das Westreich 584 vom Ostreich los und begann mit Zustimmung der damals in China herrschenden Sui-Dynastie, seinen eigenen Machtbereich auszubauen. Dabei erschien Tardu offiziell als Verbündeter des chinesischen Kaisers. So gelang es dem Westreich, sein Herrschaftsgebiet weiter auszudehnen, und Tardu trat auch in diplomatische Beziehungen mit Byzanz in seinem Krieg gegen die konkurrierenden Awaren ein. Als sich jedoch die Byzantiner mit diesen selbst verbündeten, kam es zu kriegerischen Auseinandersetzungen des türkischen Westreiches mit dem Byzantinischen Reich.
In den Jahren 588 und 589 zogen die Türk des Westreiches, die sich nun als On-Ok (Volk der zehn Stämme) bezeichneten, mehrmals gegen die Sassaniden in den Krieg und gelangten dabei bis nach Herat.
Nach Tardus Tod folgten einige unbedeutende Khagane, von denen nur die chinesischen Namen bekannt sind. Unter Khagan Tong Yehu konnte das Westreich einige Gebietsteile des Ostreiches erobern, sodass dieses vom Altai bis zum Kaspischen Meer reichte. Nach Tongs Tod wurde das türkische Westreich ab 657 nach und nach in chinesische Protektorate umgewandelt und 659 endgültig in den chinesischen Gesamtstaat eingegliedert.
Nach der Eingliederung des Westreiches begannen 679 erste Aufstände der frühen Turkvölker gegen die Chinesen. So machte sich 683 der Aschina-Fürst Kutlug auf, die verschiedenen türkischen Stämme unter seiner Führung zu vereinen. Als Elteriş (Reichssammler) wurde er der neue Herrscher der Türken, gründete das Zweite Türk-Kaganat und begann gezielte Einfälle in das chinesische Gebiet.
Diese Zeit wird in den um 727 entstandenen Steinstelen am Orchon beschrieben, deren Errichtung dem damaligen Reichsminister Tonyukuk zugeschrieben wird.

### Die Erben der göktürkischen Reiche

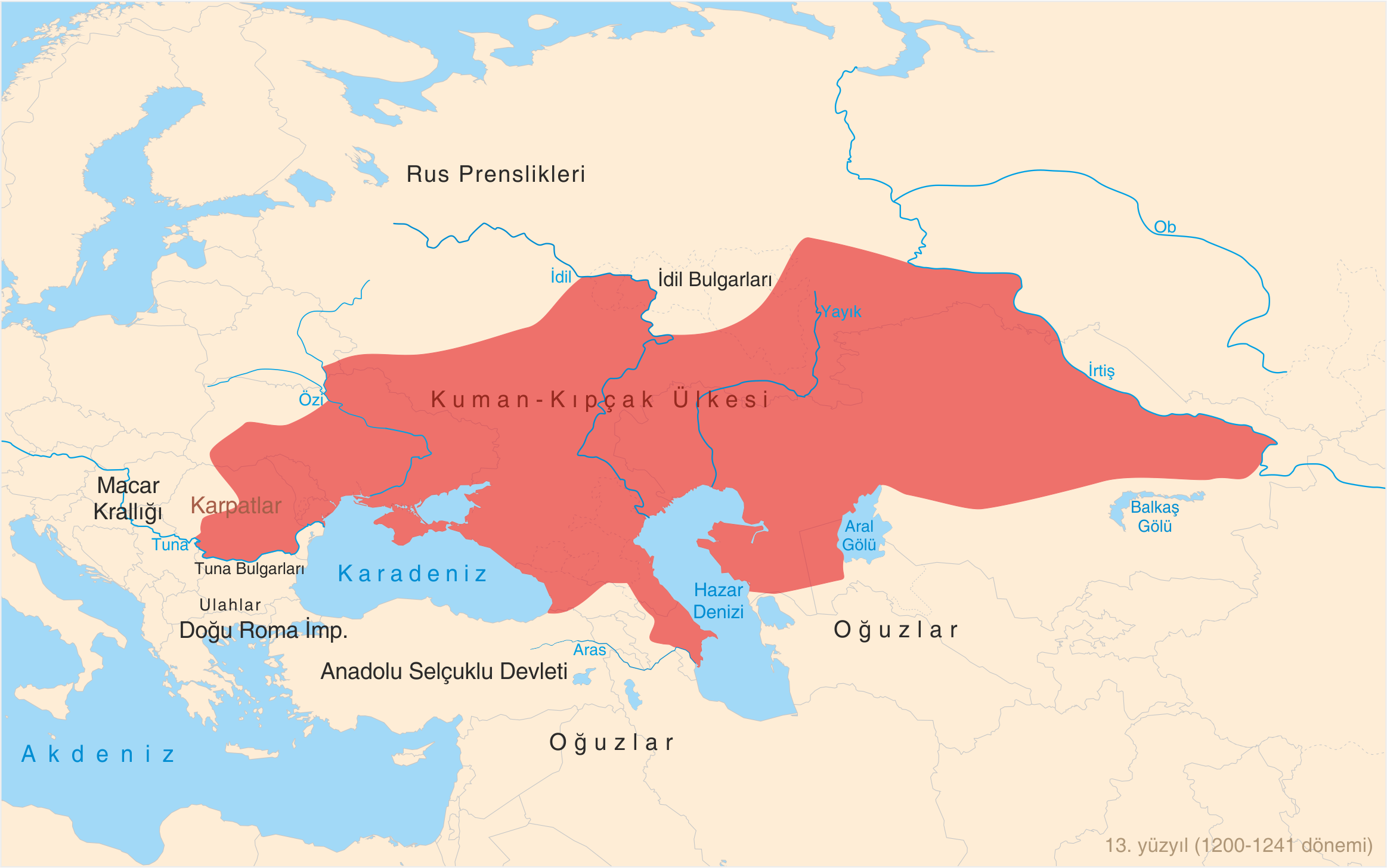
Siedlungs- und Einflussgebiet der Kiptschaken um 1200

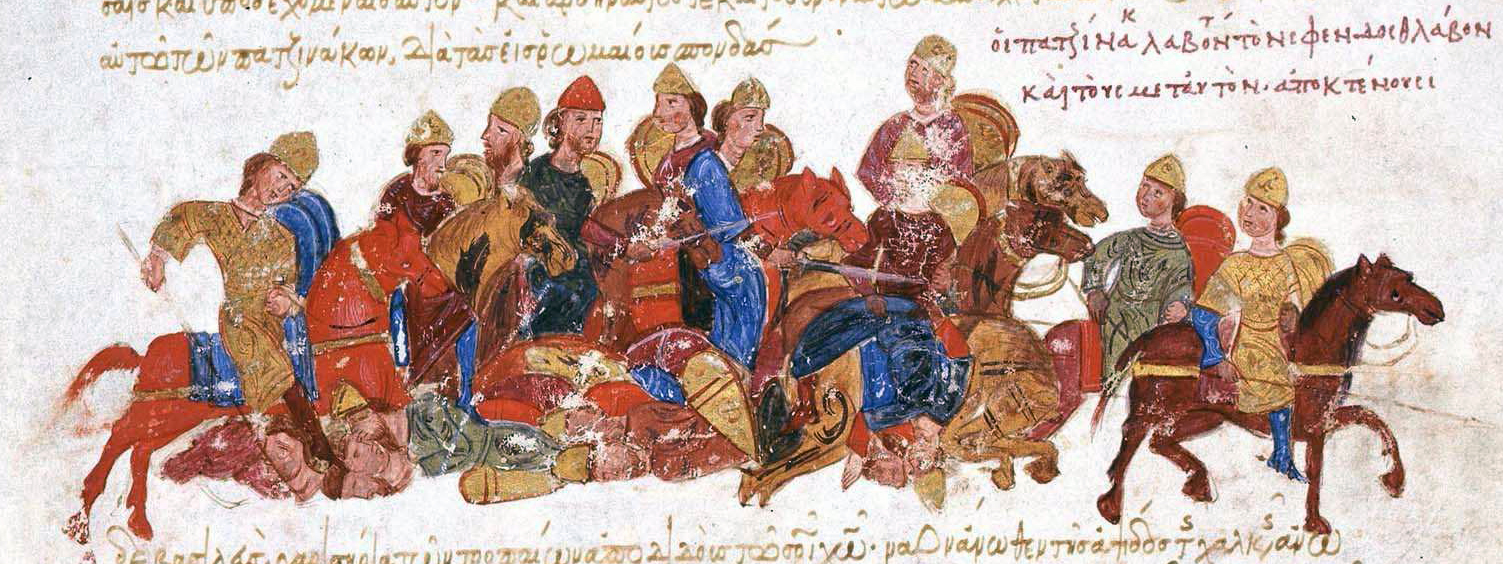
Die Petschenegen gegen die „Skyth“ von Swjatoslaw I. von Kiew

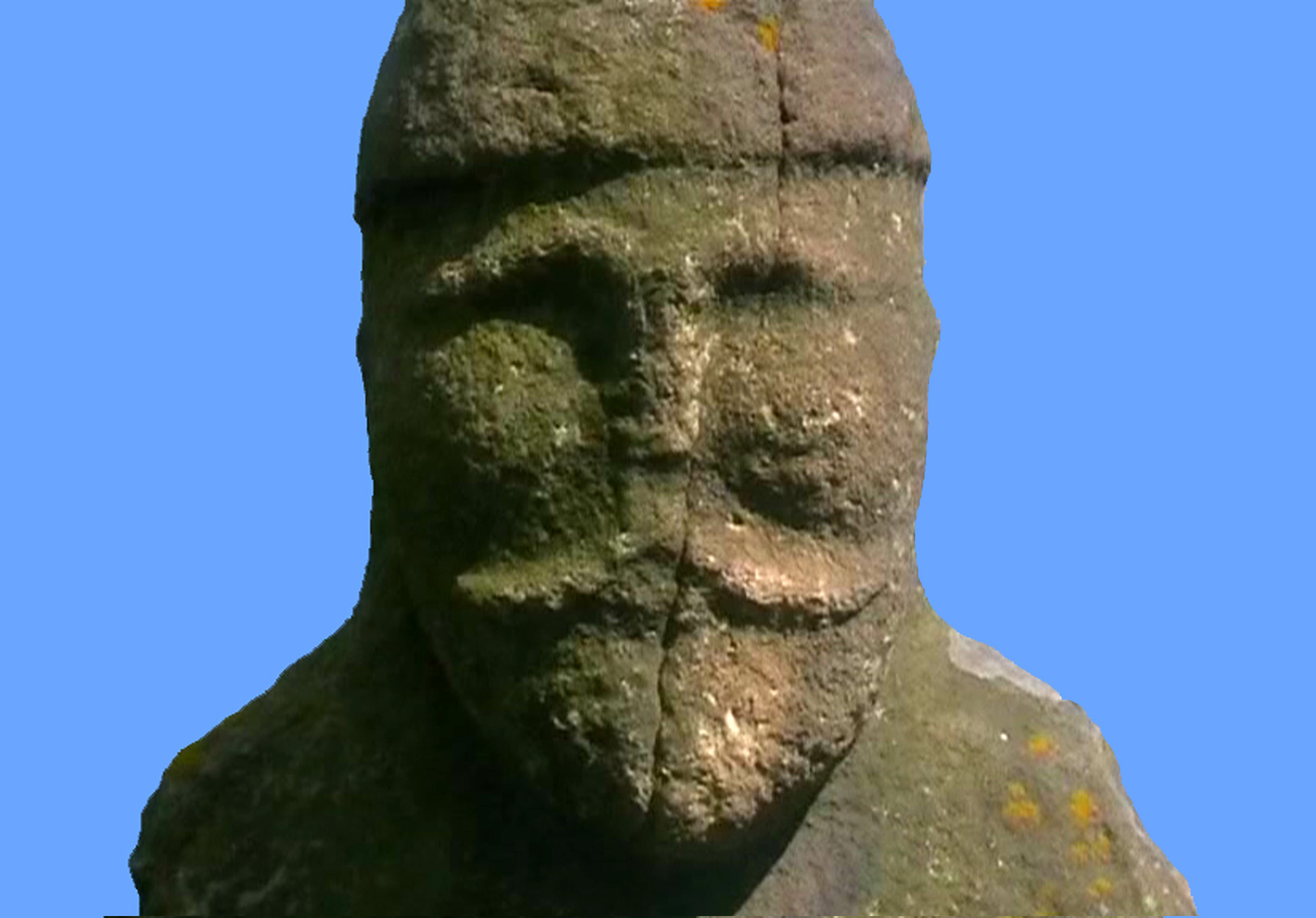
Grabstele eines Kiptschaken (12. Jahrhundert, Lugansk)

Mit dem Ende des Zweiten Türk-Kaganats entstanden in der Folgezeit weitere turkvölkisch geprägte Nomadenstaaten. Diese waren einst Vasallen des westlichen Türkenreiches und konnten nach dessen Untergang eigene Wege gehen. So errichteten die Chasaren zwischen dem 6. und 11. Jahrhundert im Gebiet des heutigen Südrussland ein weiteres Türkenreich, dessen Oberschicht sich von den Türk und deren Stämme aus einem Ogurenvolk ableitete. Im Gegensatz zu den meisten anderen Turkvölkern nahmen die Chasaren das Judentum als Staatsreligion an.
Um 744 oder 745 erhoben sich die Uiguren gegen die Herrschaft der Türk. Sie töteten den letzten amtierenden Khagan der Türk, Ozmış, zerschlugen deren nomadisch-geprägten Staat und errichteten das Uigurische Kaganat, eine eigene Herrschaft in dem von Turkvölkern bewohnten Gebiet. Die Uiguren verstanden es, sich von der nomadischen Traditionen ihrer Vorgänger zu lösen und gute Beziehungen zum chinesischen Nachbarn aufzubauen. Im Reich der Uiguren nahmen die iranischsprachigen Sogder eine wichtige Position ein, denn bereits gegen Ende der 750er Jahre nahm deren Herrscher Bögü Kontakt mit den sogdischen Manichäern auf. Im Zuge dieser Beziehungen traten die Uiguren 762 zum Manichäismus über, der die alte Religion des Tengrismus ablöste. Dadurch waren sie das erste Turkvolk, das eine „Hochreligion“ annahm.
Um 840 erhoben sich die am Jenissej siedelnden Kirgisen gegen die uigurische Oberherrschaft, und in einem kurzen Krieg zerschlugen sie das Reich der Uiguren. Die Kirgisen traten nun an die Stelle einer neuen Herrscherschicht und errichteten das Kirgisische Reich, doch war dieses neue Türkenreich wieder nomadisch geprägt. Die Jenissej-Kirgisen jener Zeit werden von chinesischen Historikern überwiegend als blond bis rothaarig und mit blauen und grünen Augen beschrieben und gelten als die Nachfahren der Dingling und K'ien-K'un. Zweifellos haben die Kirgisen ihnen die Mythen entlehnt, in denen der mythische Wolf als Gatte von jungen Mädchen durch einen roten Hund ersetzt wird. Viele turkische Völker glaubten, dass sie von Wölfen abstammten oder mit diesen eng verbunden waren.
Die überlebenden Uiguren wanderten in den Süden und Südwesten ab, wo sie zwei neue Uigurenreiche gründeten. Von diesen existierte das westuigurische Reich von Qoço am längsten, da es sich 1209 freiwillig der Mongolenherrschaft des Dschingis Khan unterstellte und bis zum Ende der Yuan-Dynastie unter chinesischer Oberherrschaft bestehen blieb. Das Uigurenreich in Kansu wurde bereits 1028 von einem tibetanischstämmigen Volk, den Tanguten, ausgelöscht.
In den Jahren 1090 und 1091 erreichten die turkischen Petschenegen die Mauern von Konstantinopel, wo Kaiser Alexios I. mit Hilfe der Kiptschaken ihre Armee vernichtete. Ab dem 9. Jahrhundert begannen die Petschenegen eine schwierige Beziehung mit den Kiewer Rus. 914 gelang es Igor von Kiew, die Petschenegen zu unterwerfen und tributpflichtig zu machen. 920 fand der Höhepunkt der Kämpfe statt. 943 gab es aber auch temporäre militärische Bündnisse zwischen Petschenegen und Byzantinern. 968 belagerten die Petschenegen die Stadt Kiew. In den darauffolgenden Jahren schloss ein Teil der Petschenegen ein Bündnis mit Igors Sohn Swjatoslaw I., dem neuen Fürsten von Kiew. 970–971 starteten sie zusammen Feldzüge gegen die Byzantiner. 972 starb Swjatoslaw I. bei einem Hinterhalt der Petschenegen. Verdrängt wurden die Petschenegen schließlich von den Kiptschaken. Auf dem heutigen Gebiet Tatarstans entwickelte sich eine ethnische Synthese zwischen dem kiptschakischen und dem oghurischen Zweig der Turkvölker. Diese Synthese bildete die Kernbevölkerung der Khanate von Kasan, Astrachan, Kasimov und Sibir (siehe Goldene Horde).

### Einführung des Islam und Aufstieg turkischer Militärsklaven
Als die Araber im 8. Jahrhundert nach Mittelasien vordrangen, hatte das für die türkischen Stämme zwei Auswirkungen: Zum einen wurden viele Turkvölker zum Islam bekehrt. Die turkstämmige Dynastie der Karachaniden war 999 die erste, die konvertierte. In ihrem Gebiet wurde der Islam als alleinige Religion festgeschrieben; die Karachaniden eroberten Buchara und stürzten die persischen Samaniden. Eine zentrale Rolle spielte in der Auseinandersetzung der beiden Dynastien der Dschihad der Samaniden gegen die zentralasiatischen Nomaden, der jedoch im Kern politisch motiviert war und nur der Vergrößerung der eigenen Armee diente. Im 12. Jahrhundert wurde das Reich der Karachaniden von den mongolischen Kara Kitai unterworfen.
Vor allem aber dienten die Türken seit der Abbasidenherrschaft als Militärsklaven (Mamluken), als welche sie bald zu einem zentralen Machtfaktor wurden, de facto weite Teile der islamischen Welt beherrschten und eigene Dynastien und Reiche gründeten. Das erste von einem muslimischen Türken gegründete Großreich war das der Sultane von Ghazna. 961 gelangte Alp-Tigin, ein ehemaliger Mamluk im Dienste der Samaniden, an die Macht und löste den verstorbenen Herrscher Abd al-Malik in Balch im persischen Chorasan als regionalen Fürsten ab. In Zabul errichtete er ein kleines Fürstentum, das später unter seinem Nachfolger expandierte. Als eigentlicher Begründer der Dynastie gilt jedoch sein Sohn Mahmud (989–1030). Obwohl die Ghaznawiden ethnische Türken waren, lassen historische Dokumente und Biographien jedoch daran zweifeln, dass sie sich selbst auch als solche gesehen haben. Als persischsprachige Familie, die auch kulturell von der einheimischen Bevölkerung Chorasans assimiliert worden war, waren die Ghaznawiden der Anfang eines kulturellen Phänomens innerhalb der muslimischen Gesellschaft, das erst mit dem Siegeszug der späteren Osmanen (siehe unten) sein Ende fand: Nachkommen nomadischer Turkstämme wurden zum Islam bekehrt, übernahmen die persische oder arabische Sprache und verbreiteten selbst diese Kultur in andere Regionen (Indien, China, Anatolien).

### Von den Seldschuken zum Osmanischen Reich
Der größte Kontrahent der Ghaznawiden war eine türkische Dynastie, die Seldschuken. Dieser oghusische Clan siedelte zunächst an den Ufern des Aralsees, bevor er im 11. Jahrhundert ein Großreich errichtete und sogar das Kalifat unter Kontrolle brachte. Das byzantinische Reich bedrängend, stießen die Seldschuken auch nach Anatolien vor und begründeten dort mehrere Dynastien. Eine von ihnen war die 1299 gegründete osmanische, die sich von einem seldschukischen Kleinfürsten namens Osman ableitete. Die Osmanen waren ursprünglich ein kleiner turkmenischer Stamm, dem der Sultan der Rum-Seldschuken ein kleines Fürstentum (Beylik) an der Grenze zum Byzantinischen Reich überließ. Die meisten Türken der Türkei sehen sich selbst als Nachkommen der osmanischen Türken. Diese wiederum waren Angehörige der so genannten „Westoghusen“. Der Ursprung dieser als Oghusen bezeichneten Stämme liegt in der heutigen Mongolei.

## Religion
Heute sind die meisten Angehörigen der Turkvölker Muslime, die Mehrheit davon Sunniten, Schiiten und Aleviten. Es gibt auch Angehörige anderer Religionen wie Tengristen, Buddhisten, Juden (insbesondere Karäer oder Krimtschaken) und Christen.
Die Urum, Gagausen oder Tschuwaschen bekennen sich seit Jahrhunderten zum orthodoxen Christentum. Bei den sibirischen Turkvölkern wird teilweise der Schamanenismus noch praktiziert, vor allem von den Chakassen oder Altaiern (Altaischer Schamanismus). Einige sibirische Turkvölker haben den orthodoxen Glauben angenommen oder üben diesen synkretistisch mit dem Schamanismus aus. Die Tuwiner sind überwiegend buddhistisch-lamaistisch.

## Schrift und Sprache
Das Urtürkische, also die Ursprungssprache aller lebenden Turksprachen, ist noch nicht rekonstruiert. Versuche dazu sind jedoch schon vorhanden.
Im frühen Mittelalter verwendeten die Turkvölker ein runenähnliches Schriftsystem, das die Wissenschaft heute als Runentürkisch bezeichnet. Dieses Schriftsystem wurde später von einem semitischen Schriftsystem abgelöst, das als syro-uigurisches Alphabet bezeichnet wird und die Basis des heutigen mongolischen Alphabetes ist. Nach der Übernahme des Islam setzte sich bei den Turkvölkern das arabische Alphabet durch.
In den 1920er Jahren wurde begonnen, die arabischen Schriftsysteme durch lateinische abzulösen (siehe Türkische Lateinalphabete). Doch bereits in den 1930er Jahren wurden die meisten von ihnen auf ein kyrillisches Alphabet umgestellt. Allein die heutige Türkei verwendete seit 1928 nur noch das lateinische Alphabet, während die turksprachigen Minderheiten in den arabischen Staaten, in Iran und Afghanistan weiterhin mit arabischen Schriftsystemen arbeiten.
Mit dem Zusammenbruch der Sowjetunion (ab 1989) beschlossen die meisten Turkvölker im Bereich der ehemaligen UdSSR, eine erneute Latinisierung durchzuführen. Mit Ausnahme der Staaten Kasachstan und Kirgisistan wurde diese inzwischen dort durchgeführt. In Kasachstan soll die Umstellung auf das lateinische Alphabet bis 2025 abgeschlossen sein. Kirgisistan begründet das Beibehalten des kyrillischen Alphabetes – wie zuvor auch Kasachstan – mit der russischen Minderheit im Land.
Die Turksprachen bilden eine der größeren Sprachfamilien der Welt.
Sie sind vom osteuropäischen Balkanraum über die Türkei und den Kaukasus bis hin zum zentralasiatischen und sibirischen Siedlungsraum zerstreut. Dennoch sind sie untereinander sowohl im grammatischen Bau wie auch im Grundwortschatz noch eng verwandt. Aufgrund dieser nahen Sprachverwandtschaft ist eine mündliche Verständlichkeit zwischen ihnen gegeben, jedoch teilweise mit Schwierigkeiten.
Eine vermutete Sprachfamilie oder ein Sprachbund mit den altaischen Sprachen, die auch die mongolische Sprache und die tungusische Sprache umfasst, wird heute von manchen Forschern bestritten.
Die Turksprachen werden in vier Gruppen eingeteilt:
1. Südwestliche Gruppe (Oghusische Gruppe)
2. Nordwestliche Gruppe (Kyptschakische Gruppe)
3. Südöstliche Gruppe (Türki- oder Uigurische Gruppe)
4. Nordöstliche Gruppe (Sibirische Gruppe)

Die aktuelle Klassifizierung der Turksprachen ist im dortigen Artikel aufgeführt.

## Ausgewählte Karten zur heutigen Verbreitung von Turkvölkern

Kaukasus
Zentralasien
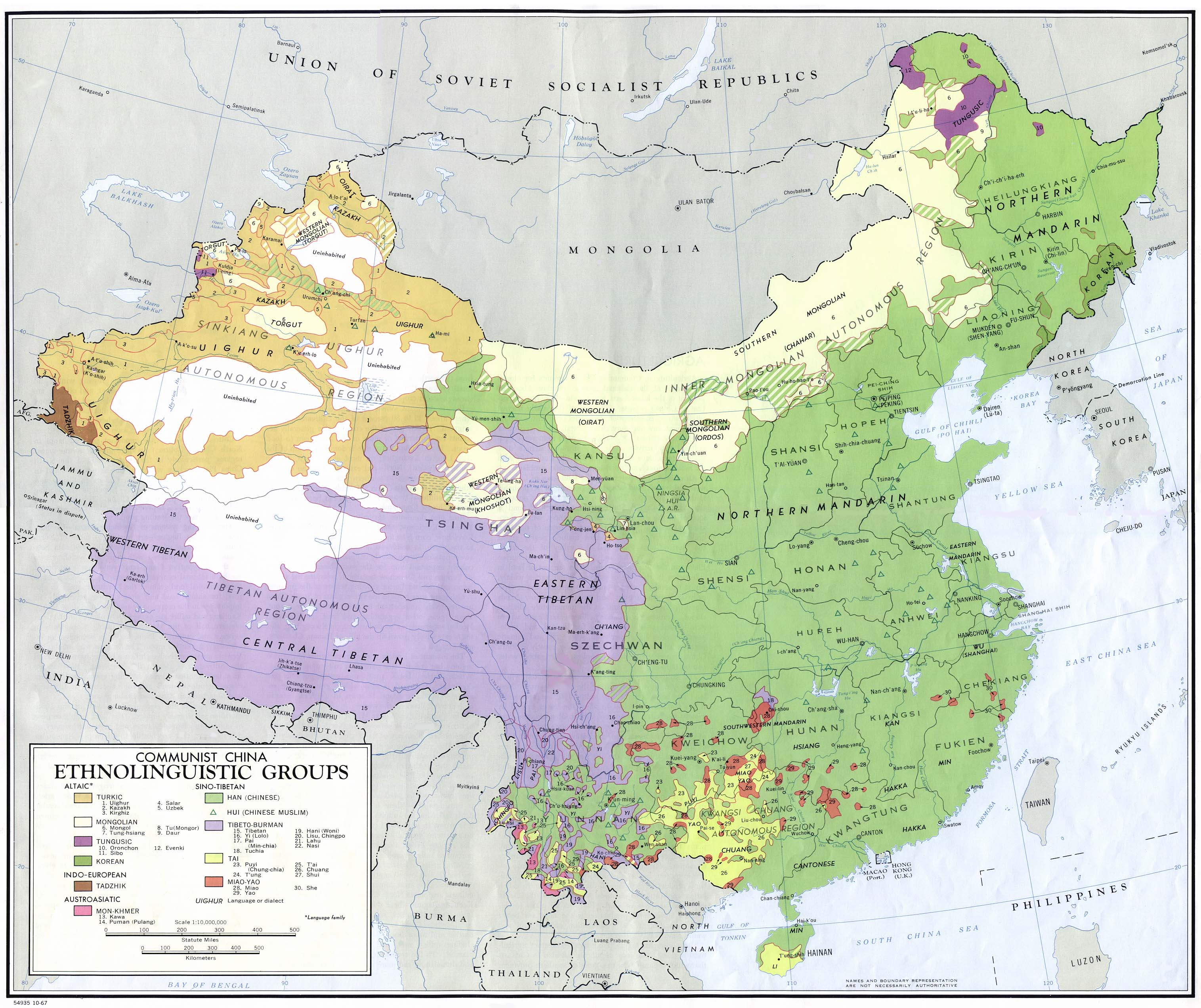
China